# Groene cochoa
De groene cochoa (Cochoa viridis) is een zangvogel uit de familie Turdidae (lijsters).

## Verspreiding en leefgebied
Deze soort komt voor van noordelijk India tot zuidwestelijk China, Myanmar en Indochina.